# Pascal Bacqué
Pour les articles homonymes, voir Bacqué.
 (décembre 2014).
Pascal Bacqué, né en 1969 à Rennes, est un poète et écrivain français. 

## Biographie
Fils d’officier, il grandit à Saint-Raphaël. Il quitte très tôt l’hypokhâgne d’Henri-IV pour se consacrer à l’écriture poétique. Petits boulots, et études par correspondance qui le conduiront à une thèse de littérature qu’il ne finira pas. La rencontre décisive du peintre Ghislain Uhry, puis, plus tard, de Benny Lévy ouvriront son parcours et sa langue à d’autres mondes : d’abord le monde austro-hongrois disparu, puis le monde juif. Il découvre l’étude juive avec René Lévy, talmudiste et philosophe, et crée avec lui une maison d’études, le « collège talmudique français. »
Depuis lors, en sus de l’écriture, il enseigne, donne des conférences à Paris et à Londres, et collabore à diverses revues, et en particulier à la Règle du Jeu. À l'occasion de la mort de son père en 2018, il revient sur son propre parcours dans un court livre qui met en relation son écriture poétique et son étude talmudique. En outre, il publie in extenso le tome 3 de la Guerre de la terre et des hommes, "La guerre", en feuilleton audio sur le site de la Règle du Jeu, à partir de mai 2020.

## Publications
- Imperium, L’âge d’homme, 2007.
- La Légende d'Elias, L’âge d’homme, 2011.
- La France, L’Âge d’Homme, Lausanne, 2014
- Ode à la fin du monde, L’âge d’homme, 2014.
- Loi juive, loi civile, loi naturelle. Lettres sur le mariage pour tous et ses effets à venir, avec Jean-Claude Milner, Grasset, 2014.
- La guerre de la terre et des hommes, 2018, Massot Littérature, Paris[2]
- Etranger parmi les vifs, 2019, Massot, Paris.
- Le père de Gabriel, 2020, Massot, Paris.
- La guerre, 2021, Massot, Paris.
- Chemin harangué, 2024, Eliott, collection l'éclectique, Paris.

« Etranger parmi les vifs de Pascal Bacqué : Mon âme a brûlé de désir », FIGARO,‎ 22 février 2018 (lire en ligne)
« Pascal Bacqué, ce poète qui est passé de la vieille France catholique au judaïsme », L'OBS,‎ 17 mars 2020 (lire en ligne)